# نامگا
نامگا (به صربی: Namga) یک منطقهٔ مسکونی در صربستان است که در توتین، صربستان واقع شده‌است. نامگا ۱۸۹ نفر جمعیت دارد.